# Cal Baldiri (Sant Pere Sallavinera)
Cal Baldiri és una casa de Sant Pere Sallavinera (Anoia) inclosa a l'Inventari del Patrimoni Arquitectònic de Catalunya.

## Descripció
Casa de planta irregular, en la qual és gairebé impossible determinar la forma de la construcció primitiva, degut a la restauració de les parts antigues i la construcció de parts modernes utilitzant pedres i carreus portats d'altres indrets.
A la llinda d'una de les portes d'entrada de la casa, hi ha una inscripció que situa la construcció de la casa, o almenys d'aquesta part, al segle xviii.